# Chiesa di San Filippo Neri all'Esquilino
La chiesa di San Filippo Neri all'Esquilino è una chiesa di Roma, nel rione Monti, in via Sforza.

## Storia
Così l'Armellini, nel 1891, parlava di questa chiesa:
(Armellini, op. cit., p. 225)
L'ex monastero delle “filippine”, che ha il suo ingresso principale in via dei Quattro Cantoni, è oggi sede dell'Ufficio Roma 1 dell'Agenzia delle Dogane, mentre l'edificio di culto è una chiesa rettoria della parrocchia di San Martino ai Monti.